# Johann Funck
Johann Funck (Wöhrd, que hoje pertence a Nuremberg, 7 de Fevereiro de 1518 — Königsberg, 28 de Outubro de 1566) foi teólogo evangélico e historiador alemão. Recebeu seu diploma de Mestrado na Universidade de Wittenberg, foi pregador em várias cidades, tendo sido recomendado a Alberto, Duque da Prússia (1490-1568), por Veit Dietrich (1506-1549), tendo viajado para Königsberg em 1547. Inicialmente, Funck foi pastor da Igreja medieval Altstadt.

## Biografia
Na controvérsia de Osiander, Funck ficou do lado de Andreas Osiander e Andreas Aurifaber (1514–1559), médico particular do duque. Quando Osiander morreu, em 1552, Funck fez o discurso fúnebre. Joachim Mörlin (1514-1571), seu principal oponente, foi obrigado a deixar a Prússia em 1553, e Funck tornou-se o principal representante da teologia de Osiander. João Alberto I, Duque de Mecklenburg (1525-1576), genro do duque Alberto e que também era luterano, se indispôs contra Funck, que teve de se retratar de certas heresias diante do sínodo realizado em Riesenburg, em 1556, e prometer cumprir a Confissão de Augsburgo e as Teses Teológicas de Melanchthon.
Todavia, Funck continuou a desfrutar os favores da corte. Aurifaber morreu em 1559, e Funck se casou com sua viúva, filha de Osiander. Funck era tanto confessor como conselheiro do duque e tesoureiro da duquesa, mas sua posição era muito invejada. Um aventureiro, Paul Skalich (1534–1573), tirou vantagem da idade avançada do duque: conselheiros que pertenciam à nobreza não quiseram se manifestar. Os estados prussianos, percebendo que seus direitos estavam sendo infringidos, apelaram ao suserano do país, o rei Sigismundo II da Polônia, o qual enviou uma comissão em agosto de 1566 até Königsberg para investigar o assunto. Funck, junto com os conselheiros, Matthias Horst, Hans Schell e Johann Steinbach, foram acusados de oposição ao regime político e eclesiástico do estado. A comissão polonesa encaminhou o caso para ser julgado pela corte de Kneiphof, em Königsberg. Funck, Horst e Schell foram condenados e executados na praça do mercado diante da prefeitura de Kneiphof no dia 28 de outubro de 1566. Steinbach teve de deixar o ducado e Skalić fugiu.

## Obras
- Chronologia ab urbe condita (2 vols., Königsberg, 1545–52);
- Exposições dos Salmos xlvi. (1548), ciii. (1549), and ix. (1551);
- Auszug und kurzer Bericht von der Gerechtigkeit der Christen für Gott (1552);
- Wahrhaftiger und grundlicher Bericht wie und was Gestalt die ägerliche Spaltung von der Gerechtigkeit des Glaubens sich anfänglich im Lande Preussen erhoben (1553);
- Der Patriarchen Lehre und Glauben (1554);
- Vier Predigten von der Rechtfertigung des Sünders durch den Glauben für Gott. Item: Kurtze Bekenntnis (1563).